# Cobra Kai
Cobra Kai er en tv-serie på Netflix, der er en fortsættelse af Karate Kid-filmene.
Blandt de medvirkende er Ralph Macchio, William Zabka, Courtney Henggeler, Xolo Maridueña, Tanner Buchanan, Mary Mouser, Jacob Bertrand, Gianni DeCenzo og Martin Kove.
Cobra Kai kom i 2018 på YouTube Premium, så det var kun folk med YouTube Preminum-abonnement som kunne se Cobra Kai. I 2020 købte Netflix distributionretteheder af tv-serien.